# Drigg and Carleton
Drigg and Carleton – civil parish w Anglii, w Kumbrii, w dystrykcie (unitary authority) Cumberland. W 2011 civil parish liczyła 449 mieszkańców.